# Eva Briegel

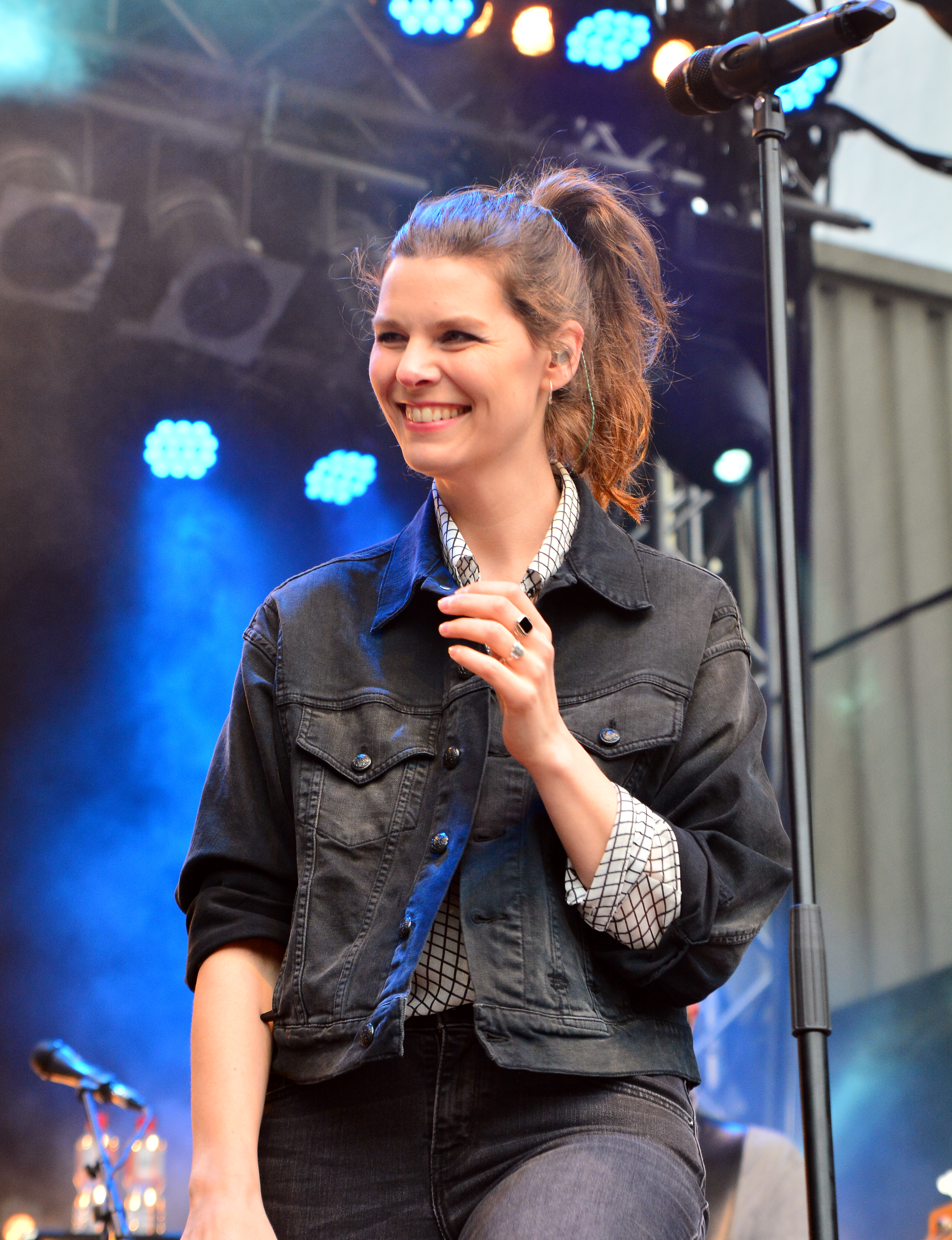
Eva Briegel (2015)

Eva Briegel (n. 3 decembrie 1978) este o cântăreață germană, membră a formației rock Juli.

## Viața
Eva Briegel s-a născut în data de 3 decembrie 1978 în Leonberg lângă Stuttgart. Familia Briegel trăia în Boblingen când s-a născut Eva. În 1982 s-au mutat în Langgons, Hessa unde Eva a absolvit școala primară, iar după aceea s-au mutat în Linden, aici Eva a urmat școala Anne-Frank. După ce a petrecut un an la Liebigschule în Gießen Eva a absolvit  în final școala Gesamt Gießen-Ost. În ultimul an de școală Eva a cântat în mai multe formații și a participat la diferite proiecte. Și-a arătat un puternic interes pentru cariera muzicală. A început să studieze școala de arte în Heidelberg, dar a renunțat după primul semestru. Apoi și-a petrecut următorii ani studiind diferite subiecte la Universitatea Justus Liebig din Gießen, dar nu a mai absolvit.
În toată această perioadă a avut diferite locuri de muncă cu jumătate de normă, ocupându-se cu vânzarea instrumentelor muzicale si computerelor. După aceea s-a angajat ca ospătar și barman.

## Cariera
În 2000  firma Goodwel Music i-a propus Evei să o înlocuiască pe cântăreața Miriam Adameit în formația Sunnyglade. Ea a acceptat imediat devenind nouă imagine a formației.
Tot în 2000 numele formației s-a schimbat în "Juli". Cu toate că inițial formația cânta în engleză, Juli a revenit și a cântat în limba germană.
Eva Briegel a declarat mai târziu "Nu ne-am întors la limba germană ca să ne găsim identitățile sau orice altceva – nu eram destul de buni la limba engleză ca să putem transmite ceea ce simțim prin cântecele noastre."
De când s-a lansat formația a avut loc două albume de foarte mare succes "Es ist Juli" 2004 și "Ein neuer Tag" 2006 ambele fiind recompensate cu multiple discuri de platină.

## Alte activități
Eva Briegel este vegetariană și devotată drepturilor animalelor făcând parte din grupul Peta.

## Discografie
- Titlu  "Perfekte Welle"
- Titlu "Geile Zeit"
- Titlu "Regen und Meer"
- Titlu "Warum"
- Titlu "Dieses Leben"
- Primul album "Es ist Juli"
- Al doilea album "Ein neuer Tag"

Câștigător al concursului ”Bundesvision Song” în 12 februarie 2005
“Eins Live Krone” (Radio Award) la categoria "Best Band".